# 雲斑大吻電鰻
雲斑大吻電鰻，為輻鰭魚綱電鰻目大吻電鰻科的其中一種，為熱帶淡水魚，分布於南美洲亞馬遜河、阿拉瓜亞河及烏卡亞利河流域，體長可達65公分，棲息在底中層水域，生活習性不明。

## 扩展阅读
維基物種上的相關：雲斑大吻電鰻